# Seeyaadin-kaiyaah
Seeyaadin-kaiyaah (Slaa-kaiyaah, Sla-kaiya), banda Eel Wailaki Indijanaca, porodica Athapaskan, s istočne strane Eel Rivera u Kaliforniji, nastanjena u kraju između Willow Creeka na sjever do Copper Mine Creeka. Značenje imena nije poznato, a i sumnjivog je značenja naziv Slaa-kaiyaah (rope lies?). 
Banda Sla-kaiya (Swantonnov oblik) imala je 8 sela: Ch'oolhittcebinin' ,  Kaaslinchowdin, K'ai'tc'il'iintaahdin, Naataalliinkii' , T'ighiskotin, T'ohch'ilishchowkii' , Toommischowdaa'din i Tootcedin. 